# Oramics

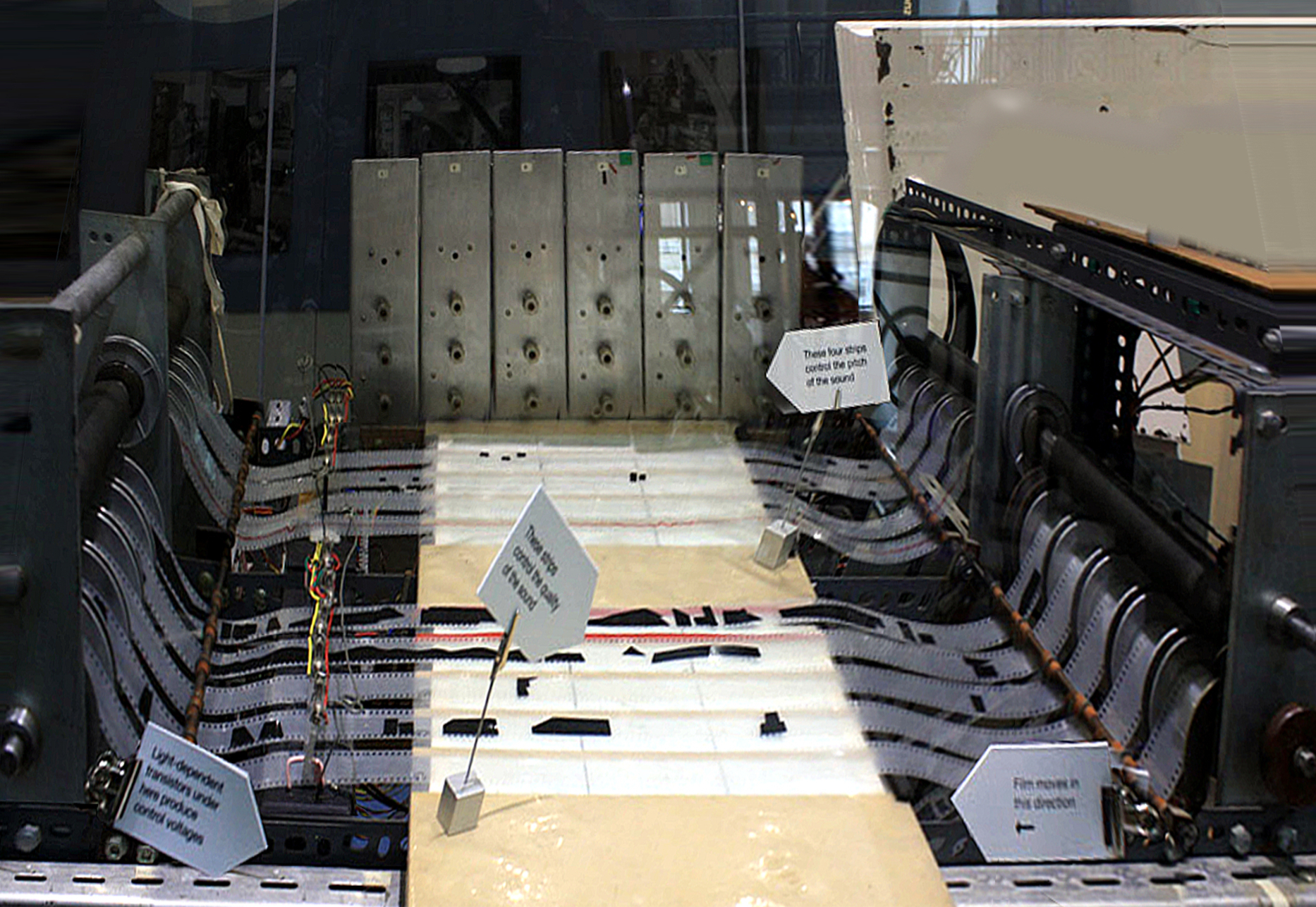
Oramics-Kompositionsmaschine mit einer Gruppe von 35-mm-Filmen, einem Zeichenbrett in der Mitte, einem Film-Scanner links sowie Photomultiplier

Oramics bezeichnet ein System zur grafischen Klangerzeugung, das ab 1957 von der Komponistin und BBC-Tontechnikerin Daphne Oram entworfen wurde. Eine vollständige Maschine entstand 1962. Es handelt sich um das erste elektronische Musikinstrument, das von einer Frau entwickelt wurde. Das erste komplett damit erzeugte Musikstück entstand 1963.

## Geschichte
Daphne Oram war in den 1940er Jahren Studiotechnikerin bei der BBC und mit der Vertonung von Filmen und TV-Produktionen befasst und arbeitete sich in die Verwendung von Tonbandgeräten ein, mit denen sie die unterschiedlichsten Klang- und Vertonungstechniken entwarf. Parallel wirkte sie als Komponistin bei diversen BBC-Produktionen mit und experimentierte mit den neuen Methoden der aufkommenden elektronischen Musik und der Musique Concrète. Dabei entstanden auch Kompositionen für Orchester und Plattenspieler sowie Filmvertonungen mit Sinusoszillatoren, elektronischen Filtern und Tonbandgeräten.
1957 vertonte sie mit Amphytryon 38 erstmals ein Werk vollständig mit elektronischen Mitteln und wurde Leiterin des Studios. Im Folgejahr erhielt sie finanzielle Mittel, um den BBC Radiophonic Workshop zu gründen, der sich mit elektronischer Musik befassen sollte. Sie verließ diesen aber bereits nach einem weiteren Jahr, um ihre Ideen in einem eigenen Studio zu verwirklichen, welchem sie auch den Namen Oramics gab, um auf das Atelier und ihre Geschäftsinteressen im Allgemeinen hinzuweisen.
Oram bediente sich einer Methode, die schon in den 1930er Jahren bekannt war und insbesondere von Yevgeny Sholpo verwendet wurde, welcher darauf basierend sein Variophone entwickelt hatte. Dabei wird eine Zeichnung aus Ornamenten und Symbolen direkt auf 35mm-Film aufgebracht, um eine optische Tonerzeugung zu steuern.
Die von Oram erdachte Kompositionsmaschine bestand aus einem großen rechteckigen Metallrahmen, der eine tischähnliche Oberfläche hatte, welche von zehn synchronisierten Streifen klaren, gestaffelten Kleinbildfilms durchzogen war. Der Musiker zeichnete Formen auf den Film, um eine Maske zu erzeugen, die später das von Fotozellen (Photomultipliern) empfangene Licht modulierte. Mit Orams Maschine war es in einfachster Weise möglich, ähnlich der Kompositionstechnik bei einer Notenrolle mit optischer Lochstreifentechnik zu arbeiten. Die Technik der fotografischen Steuerung hat Ähnlichkeiten mit der der kanadischen Filmemacher Norman McLaren und Evelyn Lambart, deren Filme zum Teil Geräusche enthielten, die durch das Zeichnen oder Drucken verschiedener Muster wie Dreiecke und Kreise entlang der optischen Tonspurfläche des Films erzeugt wurden.
Diese so gewonnenen elektrischen Signale steuerten dann die Tonhöhe (Frequenz), die Klangfarbe (Timbre) und die Lautstärke (Amplitude) des erzeugten Tons. Obwohl die Ausgabe aus dem Gerät monophon war, konnten die Töne auf Mehrspurbändern hinzugefügt werden, um erweiterte Texturen zu erhalten.
Eine vollständige Kompositionsmaschine nach dieser Methode wurde 1962 nach Erhalt eines Stipendiums der Gulbenkian-Stiftung gebaut. Die erste vollständig mit der Maschine gezeichnete Klangkomposition hatte den Titel "Contrasts Essonic" und wurde 1963 aufgenommen.
Das Originalgerät wurde zwischen 2011 und 2015 im Science Museum in London ausgestellt.
Im Jahr 2016 hat Tom Richards, ein Doktorand an der Goldsmiths University of London, eine funktionierende Mini-Oramics-Maschine neu entwickelt und gebaut.

## Bilder

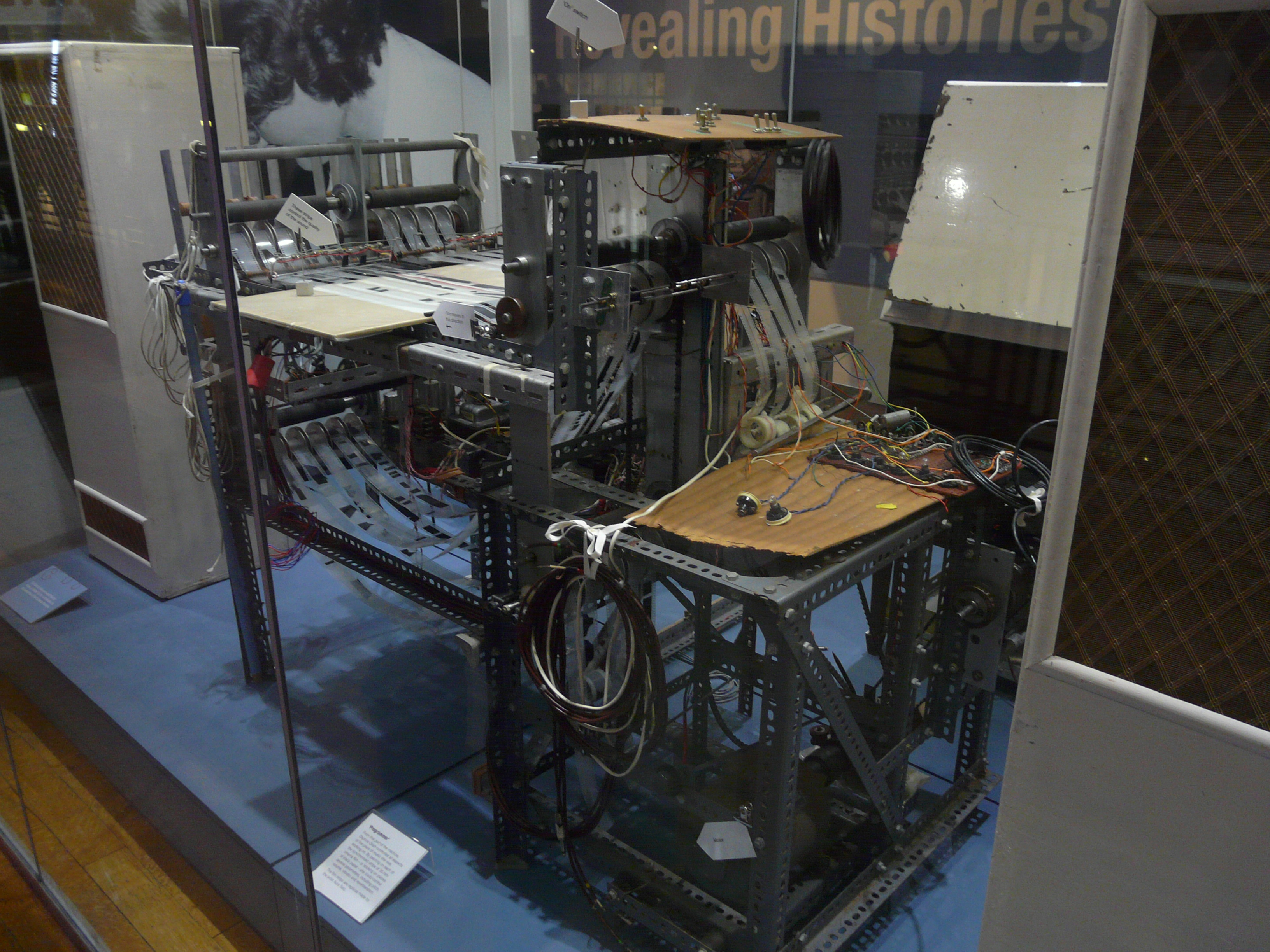
Gesamtansicht der Oramics-Maschine im Original
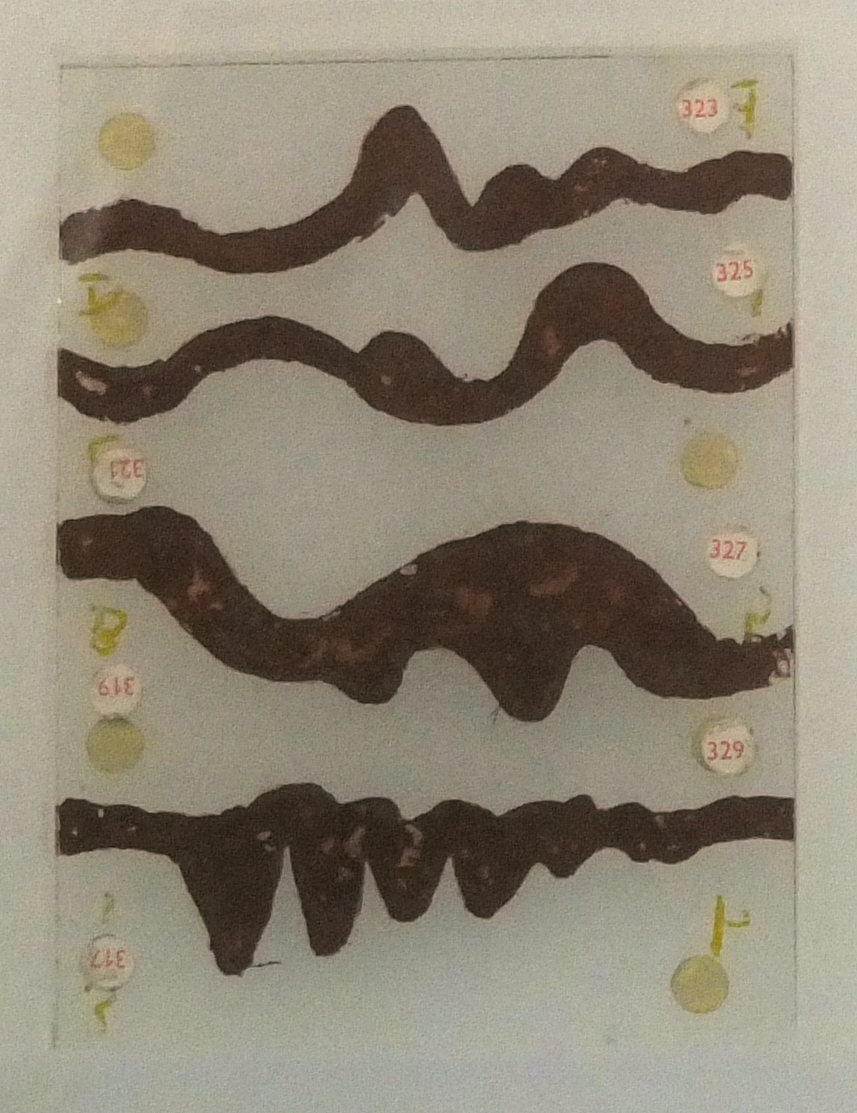
Oramics’ Wellenformen, von Daphne Oram auf eine Glasplatte gezeichnet. Die runden Kurven erzeugen weichere Klänge, während sich die gezackten Spitzen in härtere Klänge mit starken harmonischen Komponenten übersetzen lassen.
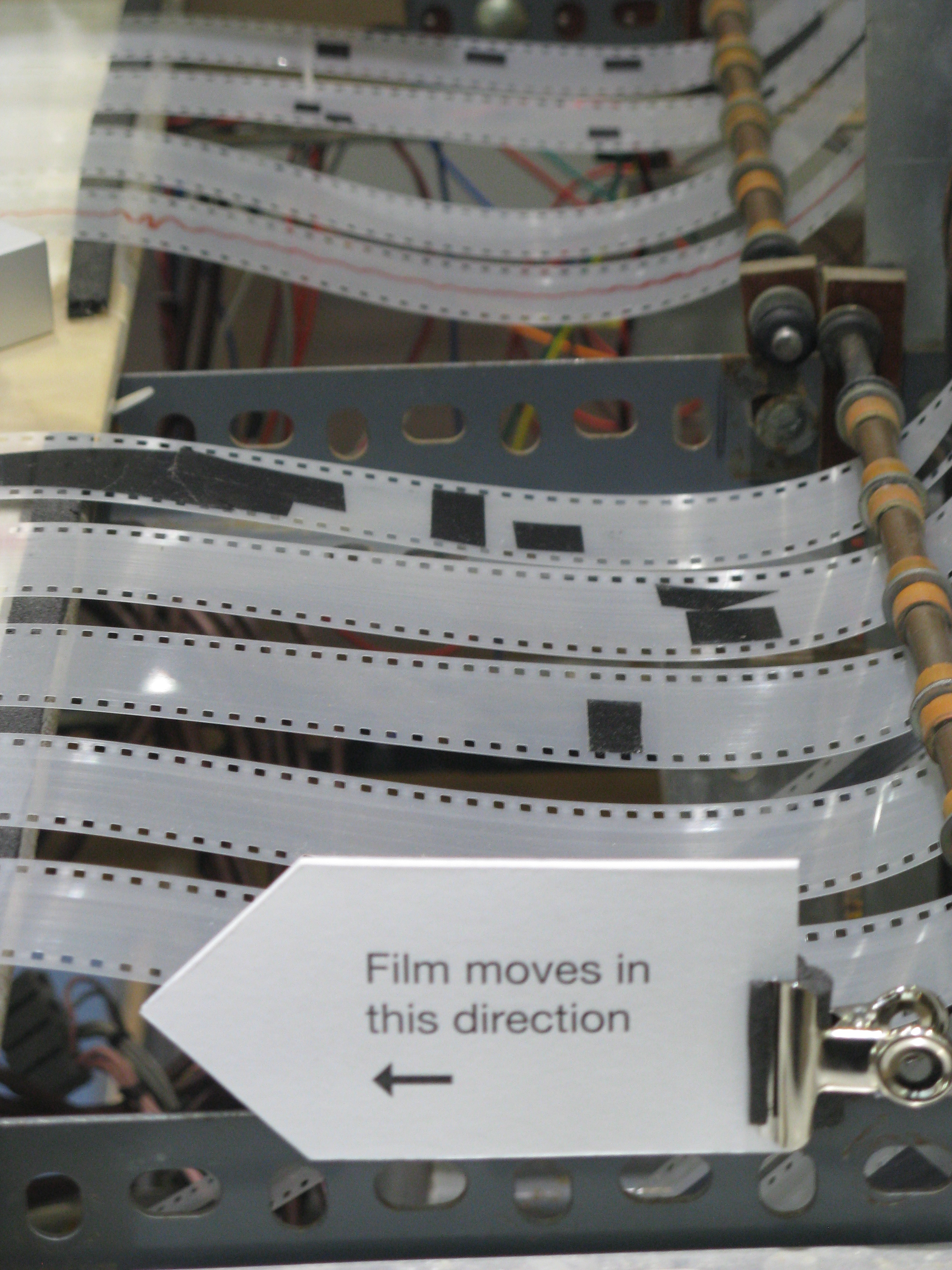
Oramics’ Komposition (Kontrollparameter) auf 35-mm-Filmstreifen gezeichnet. Rekonstruktion aus dem Jahr 2011
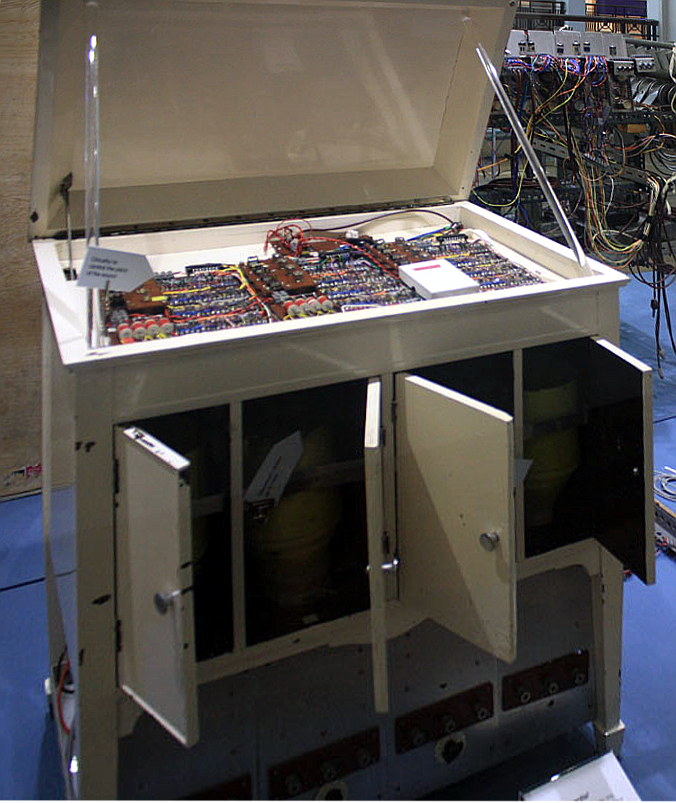
Wellenform-Scanner (unten), bestehend aus mehreren Sätzen von Kathodenstrahlröhren (CRT) und Photomultiplier-Röhren (PMT), dienen zum Abtasten der auf den Glasplatten gezeichneten Wellenformen, um Schallsignale zu erzeugen. Die Abtastgeschwindigkeit dieser Röhren wird durch ein Tonhöhenregelungssignal gesteuert.
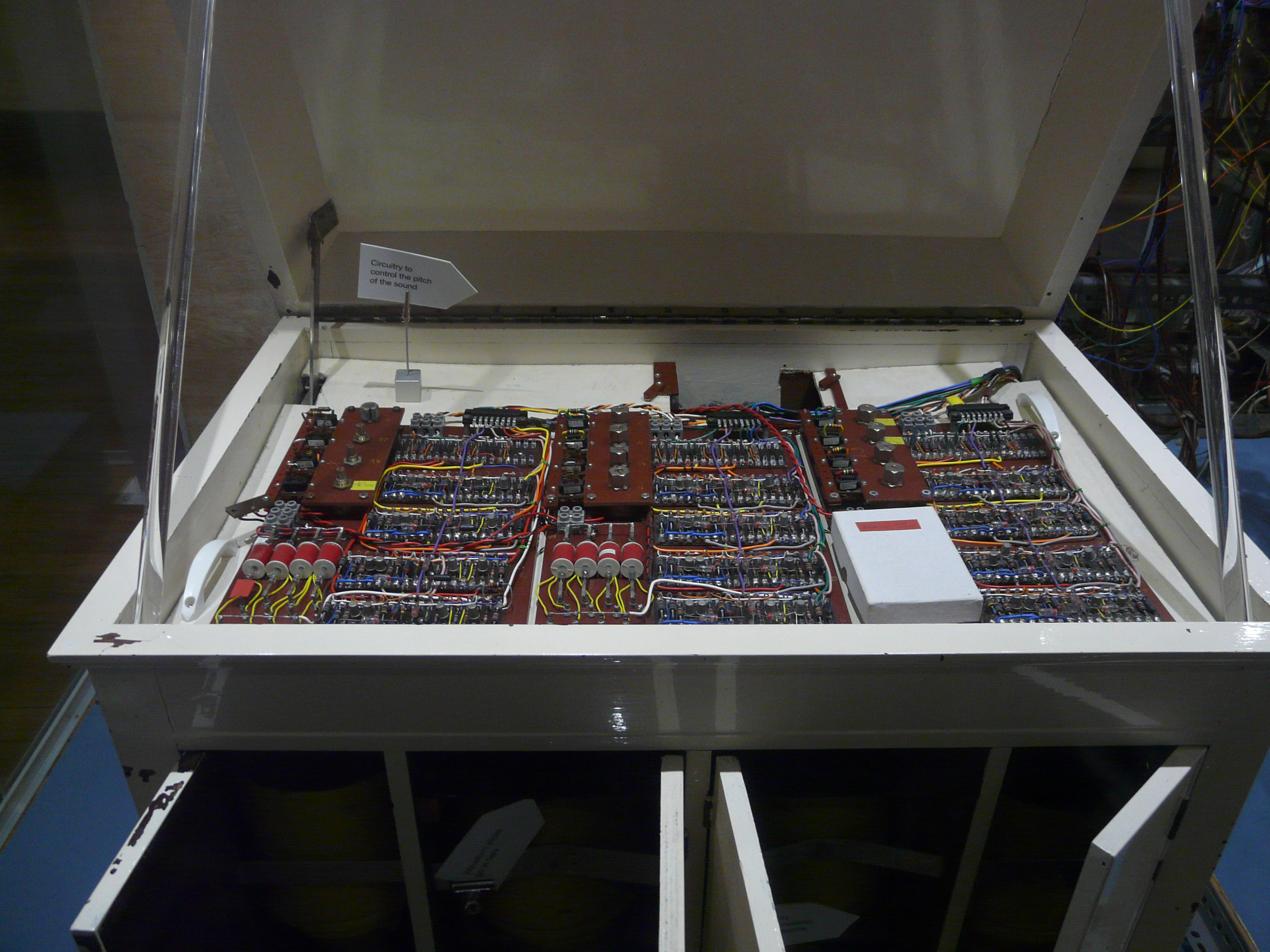
Die Pitch-Controller-Platine (auf der Oberseite des Scanners) steuert die Abtastgeschwindigkeit von Wellenform-Scannern durch ein Steuersignal. Die hellgrau gefärbten Buchsen auf der Platine dienen zum Einstecken der optionalen elektronischen Komponenten.